# Petit Musée de l'Argenterie
Petit Musée de l'Argenterie (Malé muzeum stříbra) je soukromé muzeum v Paříži. Provozuje ho Ateliers du Cuivre et de l'Argent (Ateliéry kůže a stříbra). Nachází se ve Viaduktu umění ve 12. obvodu na Avenue Daumesnil. Muzeum vystavuje umělecké předměty ze stříbra.

## Sbírky
Muzeum vystavuje sbírku stříbrných předmětů jako jsou stolní náčiní nebo módní doplňky.